# Paweł Hendrich

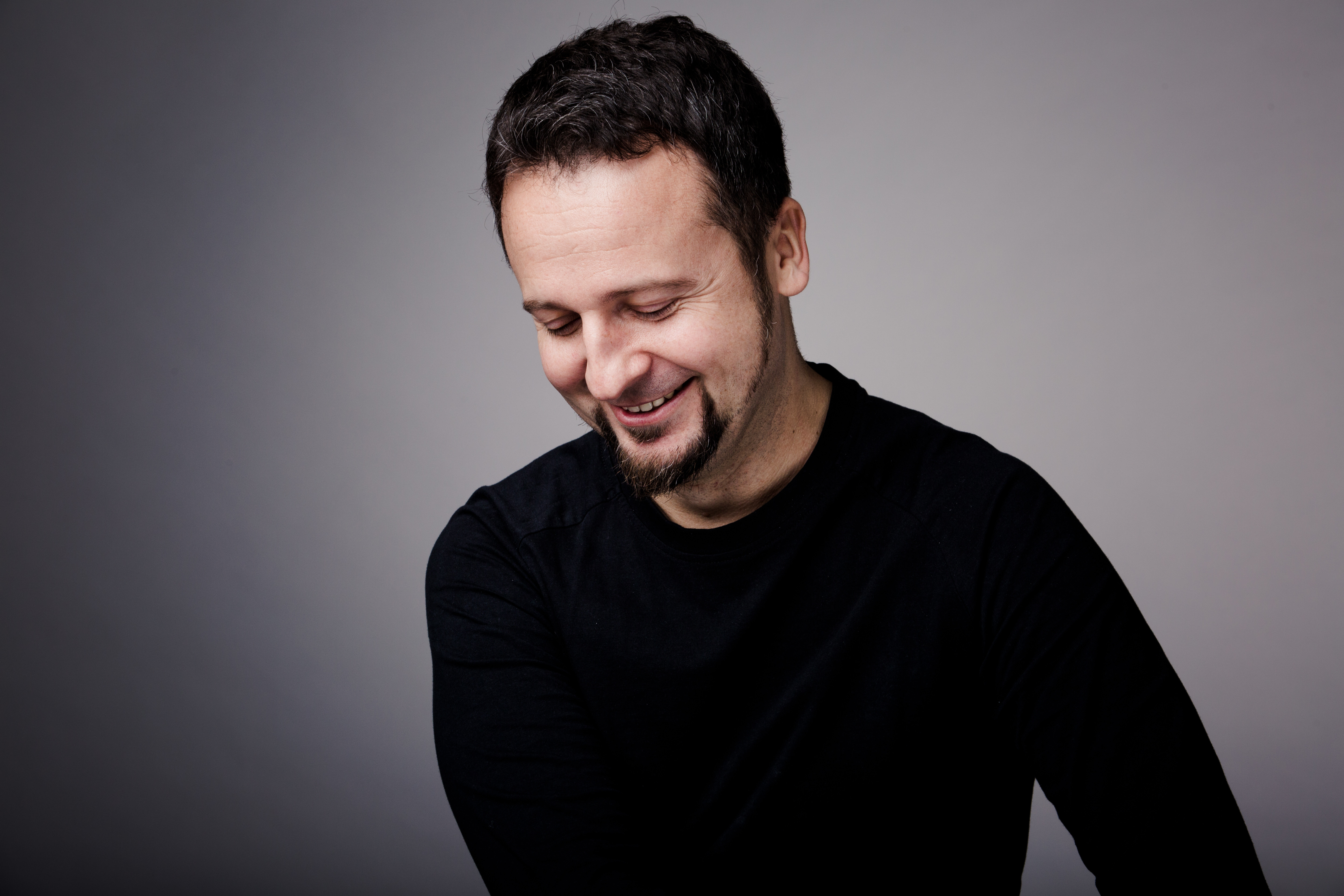
Paweł Hendrich

Paweł Hendrich (ur. 1979 we Wrocławiu) – polski kompozytor i muzyk. Profesor Akademii Muzycznej im. Karola Lipińskiego we Wrocławiu.

## Kariera
Paweł Hendrich ukończył studia magisterskie na Wydziale Inżynieryjno-Ekonomicznym Uniwersytetu Ekonomicznego we Wrocławiu. W 1998 podjął naukę kompozycji u Jerzego Filca. Jest absolwentem Wydziału Kompozycji, Dyrygentury, Teorii Muzyki i Muzykoterapii Akademii Muzycznej im. K. Lipińskiego we Wrocławiu w klasie kompozycji Grażyny Pstrokońskiej-Nawratil (dyplom z wyróżnieniem). Na przełomie lat 2005 i 2006 przebywał w Hochschule für Musik w Kolonii, gdzie studiował kompozycję w klasie Yorka Höllera – w ramach programu stypendialnego Socrates-Erasmus. Brał udział w kursach i warsztatach dla kompozytorów w Warszawie, Wrocławiu, Frankfurcie, Pekinie, Görlitz/Zgorzelcu. Wielokrotnie był laureatem nagród i stypendiów. W latach 2004–2008 cztery razy był stypendystą Ministra Kultury, a od 2006 do 2008 trzy razy stypendystą Miasta Wrocławia. W 2007 roku Europejskie Centrum Muzyki Krzysztofa Pendereckiego objęło go 4-letnim Programem Promocji 13 Kompozytorów. W 2010 roku został uhonorowany członkostwem w Akademii Młodych Uczonych i Artystów.
Od 2008 roku Paweł Hendrich jest wykładowcą na Akademii Muzycznej im. Karola Lipińskiego we Wrocławiu. Pełni funkcję Dyrektora Artystycznego festiwalu Musica Polonica Nova odbywającego się w Narodowym Forum Muzyki we Wrocławiu. Jest także członkiem komisji programowej festiwalu Warszawska Jesień.
Do ważniejszych odznaczeń Pawła Hendricha należą: odznaka Zasłużony dla Kultury Polskiej (2017) oraz Brązowy Krzyż Zasługi (2022) przyznane przez Ministerstwo Kultury i Dziedzictwa Narodowego, stypendium Prezydenta Wrocławia (2020, 2025), a także Doroczna Nagroda Związku Kompozytorów Polskich (2025).
Utwory Pawła Hendricha były wykonywane na koncertach i festiwalach zarówno w Polsce (na festiwalu Warszawska Jesień, festiwalach Musica Polonica Nova i Musica Electronica Nova we Wrocławiu, Festiwalu Prawykonań w Katowicach, Audio Art w Warszawie i w Krakowie), jak i poza jej granicami, w tym m.in. w Niemczech (Musica Viva w Monachium, Unerhörte Musik w Berlinie), Austrii, Szwecji, Danii (Suså Festival w Næstved, Rudersdal Sommerkoncerter w Hørsholm), Hiszpanii, Czechach, Turcji, na Węgrzech, Malcie, Słowacji, Litwie, Łotwie (Rudens Kamermūzikas Festivāls w Rydze), w Estonii, Rosji, Stanach Zjednoczonych (University of Louisville New Music Festival) oraz Chinach. Na przestrzeni lat utwory kompozytora zamawiane były m.in. przez: Międzynarodowy Festiwal Muzyki Współczesnej Warszawska Jesień, Deutschlandfunk, Goethe-Institut, Miasto Wrocław, Narodowe Forum Muzyki, Związek Kompozytorów Polskich, Instytut Polski w Madrycie, NOSPR, Narodowy Instytut Muzyki i Tańca, Orkiestrę Muzyki Nowej, jak również Stowarzyszenie Autorów ZAiKS.
Z Cezarym Duchnowskim i Sławomirem Kupczakiem utworzyli grupę Phonos ek Mechanes, wykonującą muzykę elektroakustyczną na żywo.

## Dyskografia
- 2025: Paweł Hendrich, Fractalized[6] (DUX) [Phantomaticon, Just A Little Beat, Hordiaver, Absusurrus]
- 2017: Paweł Hendrich, Metaforma[2][3] (DUX) [Emergon αβ, Sedimetron, Ertytre, Pteropetros, Alopopulo]
- 2010: Paweł Hendrich, Chamber Works[1][2][3] (DUX) [Diversicorium, Multivalentis, Cyclostratus, Diaphanoid, Hyloflex αβ]
- 2012: Phonos ek Mechanes, C+-[1][2][3] (Bôłt Records) 2011: Sound Chronicle of the Warsaw Autumn 2011, CD no. 7. [Emergon αβ]

Wybrane utwory
- Gnothi seauton na orkiestrę kameralną (2001),
- Niech zstąpi Duch Twój na głos recytujący, tenor, baryton, bas i dwa chóry żeńskie (2002),
- Heterochronia na wielką orkiestrę symfoniczną (2002–2004),
- Anepigraph na małą orkiestrę (2005),
- Diversicorium na zespół kameralny (2005),
- Phonarium I, instalacja dźwiękowa (2005),
- Phonarium II, instalacja dźwiękowa (2006),
- Multivalentis na klarnet, puzon, wiolonczelę i fortepian (2006),
- Metasolidus na orkiestrę symfoniczną (2005–2007),
- Cyclostratus na skrzypce, klarnet basowy, perkusję, fortepian i beatbox (2008),
- Hyloflex na orkiestrę smyczkową (2007–2009),
- Hyloflex na komputer (2009),
- Liolit na orkiestrę kameralną (2009–2010),
- Diaphanoid na zespół kameralny (2010),
- Emergon αß na orkiestrę kameralną (2011),
- Metasolidus II na wielką orkiestrę symfoniczną (2011–2012),
- Cryptoscript na komputer (2012),
- Sedimetron na zespół kameralny (2012),
- Kioloik na jeden lub dwa flety (2012),
- Drovorb na klarnet, waltornię, fortepian, skrzypce, altówkę i wiolonczelę (2013),
- Ertytre na jedną lub osiem wiolonczel (2013–2014),
- Alopopulo na orkiestrę kameralną, skrzypce solo i komputery (2014),
- Accant na akordeon solo i komputer (2014),
- Exophor na zespół instrumentów chińskich (2015),
- Xenobrach na dwie perkusje i dwa fortepiany (2015),
- Pteropetros na akordeon, kwartet smyczkowy i kwintet dęty (2015),
- Exophor na zespół instrumentów chińskich (2015),
- Bajki robotów, co-opera na zespół kameralny, komputery, warstwę wideo i syntezator mowy (wraz z Cezarym Duchnowskim; 2015–2016),
- Mutuusmutus na orkiestrę kameralną i powietrzną perkusję (2016),
- Hordiaver na orkiestrę kameralną (2016–2017),
- Holoedr na saksofon, puzon, akordeon, fortepian i wiolonczelę (2016–2017),
- Gliptopalinomia na fortepian solo (2017-...),
- Prismiris na trio smyczkowe (2018),
- Dualabilis I na dwa akordeony i komputer (2019),
- Absusurrus na orkiestrę, flet i komputer (2019),
- Phantomaticon na orkiestrę kameralną, flet i komputer (2021),
- Thall’Em All na elektryczny/akustyczny kwartet smyczkowy i komputer (2022),
- Just a Little Beat na zespół kameralny i komputer (2022-2023),
- Sfumato na wielką orkiestrę symfoniczną, theremin solo i komputer (2023-2024),
- Beatles(s) na wielką orkiestrę symfoniczną (2024),
- Color // Shape // Magnitude na dwa fortepiany (2024),
- Wzgórza i doliny niesamowitości na wiolonczelę, trąbkę, akordeon i komputer (2025).

Źródła: Warszawska Jesień, oficjalna strona internetowa artysty.